# Пропозиційна функція
Пропозиційна функція - функція, визначена в довільній предметній області, значеннями якої є висловлювання або їхні істинні значення. 
Пропозиційна функція вперше запропонована Г. Фреге та Ч. Пірсом. 
Термін набув поширення завдяки працям Б. Рассела. В логіці пропозиційна функція часто ототожнюється з предикатом.